# CNAD
CNAD (Конференція національних директорів озброєнь, англ. Conference of National Armaments Directors) заснована у 1966 р. і є вищим дорадчим комітетом Північноатлантичної ради Альянсу з питань озброєнь.
Місією CNAD є сприяння багатонаціональному співробітництву щодо забезпечення взаємосумісними військовими спроможностями у сфері озброєнь в інтересах удосконалення ефективності сил НАТО у всьому спектрі поточних та майбутніх операцій Альянсу.

## Структура та діяльність CNAD

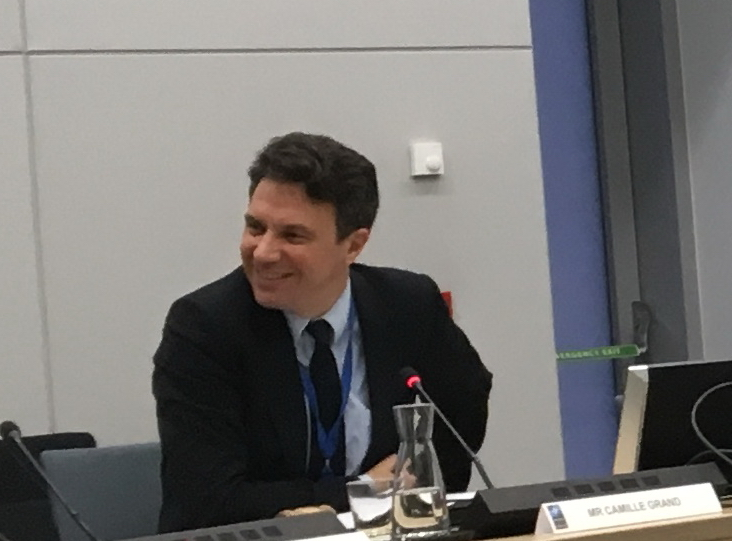
Голова CNAD з 2016 р. Каміль Гранд

CNAD координує зусилля держав-членів (а там, де доцільно — й країн-партнерів) щодо розробки, закупівлі та досягнення взаємосумісності озброєння та військової техніки. Діяльність CNAD та підпорядкованих структур зосереджена на виявленні можливих шляхів співпраці між зацікавленими країнами щодо поділу ризиків і витрат на розробку, науково-дослідні роботи, а також щодо досягнення економії масштабу, взаємодії з промисловістю, стандартизації та взаємосумісності.
Під егідою CNAD розгорнута мережа основних груп з питань розвитку спроможностей видів збройних сил (NAAG, NAFAG, NNAG), безпеки боєприпасів (CASG), системи управління життєвим циклом озброєнь (LCMG), промислово-дорадча група (NIAG) та інші, а також широка мережа груп 2-го рівня, їх підгруп та робочих груп, які діють на постійній основі. Відповідні експертні спільноти, з урахуванням отриманого Альянсом досвіду, аналізують, уточнюють, розробляють та поновлюють стандарти НАТО, сприяють реалізації багатонаціональних проектів, беруть участь у процесі оборонного планування НАТО (NDPP).
CNAD скликається двічі на рік у форматі пленарних засідань (на рівні національних директорів з озброєнь), одне з яких — за участю партнерів, та щомісячно у форматі постійних засідань (на рівні представників національних директорів з озброєння). Місцем проведення засідань CNAD, як правило, є штаб-квартира НАТО (м. Брюссель), однак у період пандемії COVID'19 було запроваджено практику засідань у форматі відеоконференцій.
З жовтня 2016 р. обов'язки голови CNAD (англ. CNAD Permanent Chairman) виконує помічник Генерального секретаря НАТО з оборонних інвестицій (англ. NATO’s Assistant Secretary General for Defence Investment) представник Франції Каміль Гранд (англ. Camille Grand).
Адміністративне забезпечення діяльності CNAD здійснюється Департаментом оборонних інвестицій Міжнародного секретаріату НАТО.